# Station Stocksfield
Stocksfield is een spoorwegstation van National Rail in Stocksfield, Tynedale in Engeland. Het station is eigendom van Network Rail en wordt beheerd door Northern Rail. 